# Diarthrodes purpureus
Diarthrodes purpureus är en kräftdjursart som först beskrevs av Gurney 1927.  Diarthrodes purpureus ingår i släktet Diarthrodes och familjen Thalestridae. Inga underarter finns listade i Catalogue of Life.